# Conservation Areas in Neuseeland
Die Conservation Areas in Neuseeland sind ausgewiesene Naturschutzgebiete, die unter dem Gesetz des Conservation Act 1987 geschützt sind und vom neuseeländischen Department of Conservation (DOC) betreut und überwacht werden.

## Begriffseinordnung
Die Bezeichnung Conservation Areas darf nicht mit der Bezeichnung Conservation Park verwechselt oder übergeordnet werden, auch wenn auf der Webseite Categories of conservation land des Department of Conservation unter der Überschrift Conservation areas Conservation Parks und andere Naturschutzgebiete subsumiert werden. Die Conservation Areas, die hier im Artikel gelistet sind, sind im Gegensatz zu den Parks (50.000 bis 150.000 Hektar) kleinere Gebiete, die in der Regel einige hundert Hektar Land umfassen, wobei es Ausnahmen gibt, wie das St James Conservation Area zeigt.

## Liste der Conservation Areas
| Name                                  | Gründung | Größe km² | Ansicht | Bemerkung                                                                 |
| ------------------------------------- | -------- | --------- | ------- | ------------------------------------------------------------------------- |
| Kaharoa Conservation Area             |          | 9,76      |         | Größe                                                                     |
| Urutawa Conservation Area             |          | ~ 25,00   |         | geschätzte Flächenangabe                                                  |
| Tawarau Conservation Area             |          |           |         | 2 Gebiete                                                                 |
| Whareorino Conservation Area          |          |           |         | 1 zusammenhängendes Gebiet                                                |
| St James Conservation Area            | 2008     | 780,00    |         | War zuvor als St James Station, einem privat genutzten Farmland, bekannt. |
| Tenehaun Conservation Area            |          |           |         | Ein großes mit drei kleinen Gebieten                                      |
| North Opuha Conservation Area         |          | 20,00     |         | Ist heute Teil des Te Kahui Kaupeka Conservation Park                     |
| Albert Burn Conservation Area         |          | ~ 125,00  |         |                                                                           |
| Wairepo Kettleholes Conservation Area | 2005     | 4,20      |         | Gründung; war zuvor Glen Eyrie Downs Station                              |
| Lindis Conservation Area              |          | ~ 50,00   |         | Foto: Longslip Mountain                                                   |
| Pisa Conservation Area                |          | 230,00    |         |                                                                           |
| Remarkables Conservation Area         |          |           |         |                                                                           |
| Summe:                                |          |           |         |                                                                           |

Quelle: Department of Conservation